# Alyssum argyrophyllum
Alyssum argyrophyllum är en korsblommig växtart som beskrevs av Heinrich Wilhelm Schott och Karl Theodor Kotschy. Alyssum argyrophyllum ingår i släktet stenörter, och familjen korsblommiga växter. Inga underarter finns listade i Catalogue of Life.